# Bryony Coles
Bryony Jean Coles es una arqueóloga prehistórica y académica. Es conocida por su trabajo en el estudio de Doggerland, un área de tierra ahora sumergida debajo del Mar del Norte. 

## Biografía
Coles nació el 12 de agosto de 1946, hija de John Samuel Orme y Jean Esther Harris. Estudió en la Universidad de Bristol antes de completar su postgrado en el Instituto de Arqueología de Londres y una maestría en antropología en el University College de Londres. 

## Carrera académica
Se convirtió en profesora de arqueología prehistórica en la Universidad de Exeter en 1972.  Fue promovida a catedrática de arqueología prehistórica en 1996: cuando se jubiló en 2008, fue nombrada profesora emérita. Su trabajo estudiando Doggerland comenzó en la década de 1990. Coles nombró al área Doggerland debido al banco Dogger, un gran banco de arena en el sur del Mar del Norte.  En 1998, produjo mapas hipotéticos del área.
Además de la investigación en Doggerland, también ha realizado una extensa investigación sobre la arqueología de los humedales, particularmente en los niveles de Somerset junto con John M. Coles. Su trabajo con el Proyecto Somerset Levels resultó en el establecimiento de una nueva rama de arqueología centrada en los humedales y, en 1998, recibieron el Premio de Industrias Químicas Imperiales (ICI) al mejor proyecto arqueológico que ofrece una contribución importante al conocimiento.  También comenzó a estudiar al castor europeo después de notar que una serie de marcas distintivas en la madera preservada encontrada en los niveles de Somerset fueron hechas por los castores y no por los humanos como se asumió inicialmente.  Coles realizó un mapeo de las actividades de los castores en Bretaña durante unos 5 años para poder aprender a ver los signos de los castores en el medio ambiente y ayudar a diferenciar entre los castores y la actividad humana en cualquier sitio arqueológico futuro.  

## Vida personal
Coles, junto con su esposo John, que también es arqueólogo, establecieron la beca John and Bryony Coles en 1998. La beca se creó para ayudar a los estudiantes que viajan fuera de su país a estudiar o trabajar en arqueología prehistórica.

## Honores
El 27 de noviembre de 1975, fue elegida miembro de la Sociedad de Anticuarios de Londres (FSA). En 2007, fue elegida miembro de la British Academy (FBA), la academia nacional del Reino Unido para las humanidades y las ciencias sociales.